# La Vecchia
La Isla La Vecchia es una isla de Italia, parte del archipiélago de las Islas Tremiti situado en el Mar Adriático. Se encuentra enfrente de la isla de Cretaccio, del mismo archipiélago.
Completamente deshabitada, es administrativamente parte de la comuna de las Islas Tremiti que se encuentra bajo la jurisdicción de la provincia de Foggia.